# ロイズ

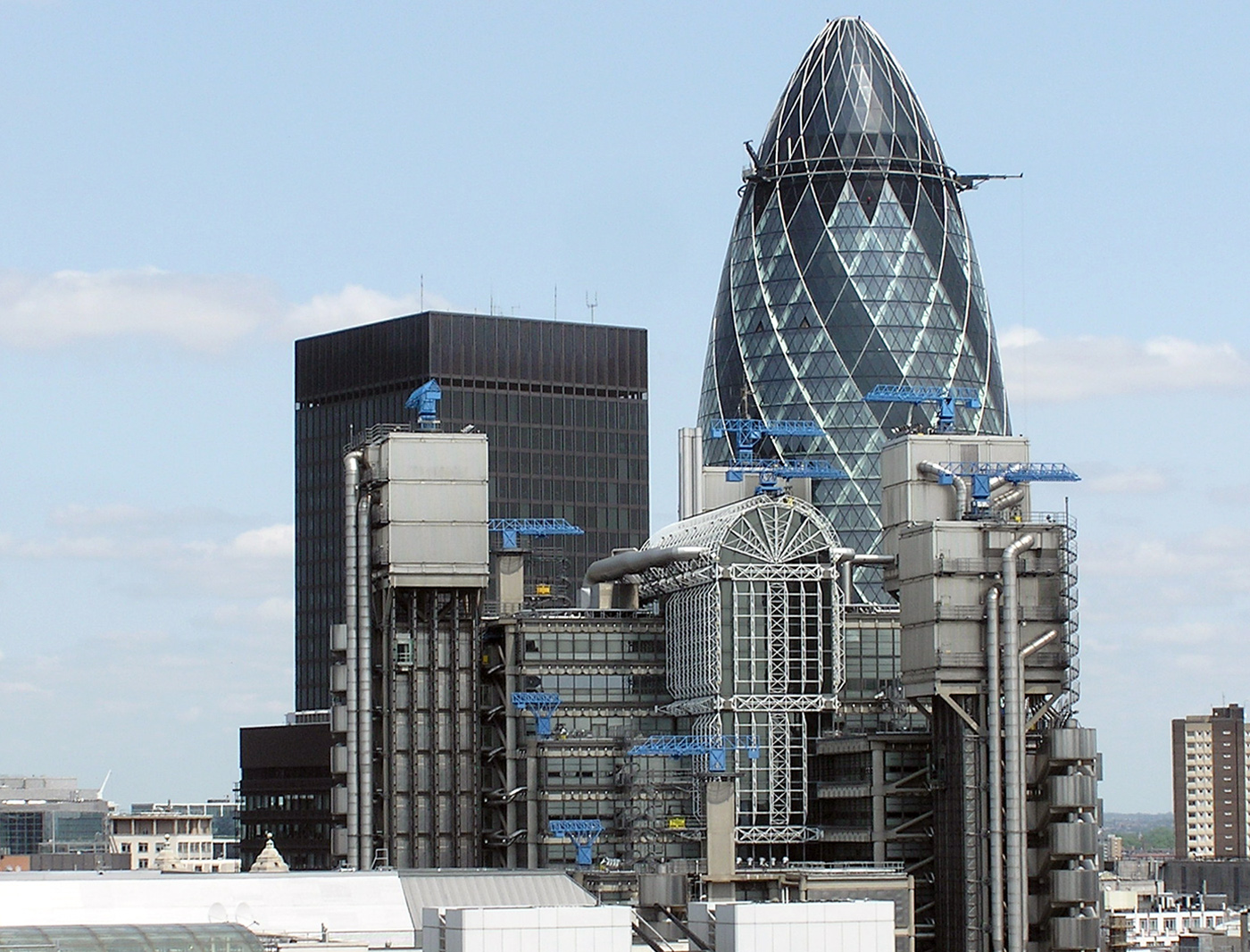
ロイズ保険ビル全景（手前の建物）

ロイズ・オブ・ロンドン (英語: Lloyd's of London) とは、ロンドンにある世界的な保険市場である。一般的には「ロイズ」として知られている。

## 概要
ロイズという言葉には2つの意味がある。

### 国際的な保険市場としてのロイズ
イギリスのシティ（金融街）にある保険取引所、またはそこで業務を行っているブローカー（保険契約仲介業者）およびアンダーライター（保険引受業者）を含めた保険市場そのものを指す。

### 法人としてのロイズ
イギリス議会制定法によって法人化された団体で、ブローカーおよびシンジケートを会員とするロイズ保険組合である。Corporation of Lloyd's として知られる。
ロイズ保険組合はブローカーとアンダーライターを会員とする自治組織であり、通常の保険会社と異なり、ロイズ保険組合自体が保険引受業務を行うのではない。保険を引き受けるのは、無限責任を負うアンダーライターであり、ロイズ保険組合はロイズ保険ビルを所有し、取引の場（ルーム）と保険引き受け業務に関する事務処理サービスを会員に提供するために存在している。
この複雑な二重性はよく使われる「われわれは個人としてはアンダーライターだが、全体としてはロイズである」という言い回しにあらわされる。
会員は、従来、保険金の支払に上限を定めない無限責任を負う個人ネームだけであったが、1992年から有限責任の法人ネームの募集も始まり、現在に至っている。
ロイズの形態と名称は、もともと1600年代後半頃（17世紀後半頃）に、エドワード・ロイドという人物によるコーヒーハウスが、保険屋たちがその店に屯して取引の場として利用していたことに由来する。エドワード・ロイドが死去したあと、取引の場を失った保険屋たちが資金を出し合って、人を雇って新たに「ロイズ・コーヒーハウス」（ロイドのコーヒー店）と名づけたコーヒー店を自分たちのために開かせた。さらに時代が過ぎ、コーヒーハウスでもなくなったが、ロイドの店（「ロイズ」、Lloyd's ）という名前の残ったものが、その由来である。
日本法人は、保険業法で、外国保険業者として「特定法人に対する特則」（第219条から第240条）に規定されている。

## 歴史
1688年頃、エドワード・ロイドがロンドンのタワー・ストリートにコーヒーハウス（ロイズ・コーヒーハウス）を開店。貿易商や船員などがたむろするようになった。ロイドは顧客のために最新の海事ニュースを発行するサービスを行い、店が非常に繁盛した。1691年、手狭になり、ロンバード・ストリートの中央郵便局の隣に移転する。次第に保険引き受け業者（アンダーライター）が集まるようになる。
1720年に南海泡沫事件が起き、ロンドンの証券市場は崩壊した。議会は泡沫法を制定し、保険引受業務を行える会社を勅許を受けた2社に限定した。しかし、個人の保険引受業者は規制しなかったため、ロイズに集まっていた個人の保険引き受け業者は競争相手となる保険会社が2社だけに激減したおかげで、かえって有利になった。まもなく勅許会社2社は不祥事を起こして海上保険から撤退し火災保険に主力を移したため、海上保険はロイズの独占となった。しかし、ロイズに有象無象の保険引受業者が集中した結果、ロイズには支払能力もない怪しげな業者が出入りするようになり、賭博保険が横行してロイズの評判を下げることになった。まともなアンダーライターとブローカーは事態を憂慮して、ウエイターのトーマス・フィールディングを雇って新ロイズ・コーヒーハウスを開かせ、純粋な海上保険を行う業者は新ロイズに移った。
アンダーライターたちはロイズ委員会を組織し、1773年にはコーヒー店を王立取引所の中に置くことを決定した。これにより、ロイズは保険取引が行われるコーヒー店の名前から、保険引受市場そのものへと転換となった。しかしロイズ委員会には不正を働いたアンダーライターを除名する権限や、支払能力のないメンバーの出入りを制限する権限がなかった。
1871年にロイズ委員会は議会に働きかけてロイズ法を制定させ、ロイズ委員会を法人化してロイズ組合となった。法人といっても実態はシンジケート団の集まりであり、保険金の支払に関して構成員は最終的に無限責任であった。
1965年、ハリケーン・ベッツィがもたらした被害を補填、大赤字を記録した。構成員がシンジケート団を次々と抜けてゆき、ロイズは存亡の危機に陥った。そこで外国人や女性も加入できることとし、供託金も引き下げた。加入者数自体はうなぎのぼりとなったが、資力が足らない者を多数抱え、価格競争も増えて、さらなる損失を蒙った。
1982年7月、新ロイズ法が制定され、シンジケート団の集合は頂点にCouncil of Lloyd's を設けた。
ロイズに対する挑戦は続いた。製造物責任法の改正とアスベスト災害に関係して1973-1985年の間に3万件も訴えられて79億ポンドの損失を計上した。構成員がまたしても抜けていった。一方で、構成員を束ねるUnderwriting Agent に対する訴訟も増えて社会問題化した。1990年、Lloyd's Task Force という調査委員会ができて、1992年1月に報告書が公表された。これを基にロイズの経営改革案が練られた。1994年1月に有限責任社員の加入を認めて構成員を呼び戻した。1995年、コンスルの下に市場委員会と監査委員会ができた。翌年に債務完済を目的としてエキタス再保険を構成員34000人の共同出資で用意した。これは2007年4月、バークシャー・ハサウェイの子会社に買収された。それはアメリカ同時多発テロによる窮状を示すものである。

## ロイズの仕組み
ロイズでは個々のアンダーライターが直接保険取引を行うのではなく、シンジケートと呼ばれる会社を通じて保険を引き受ける。アクティブアンダーライターあるいはリーディングアンダライターと呼ばれる保険引受業務を実際にロイズで行うアンダーライターがシンジケートを組織し、他のアンダーライターは無限責任を持つシンジケートへの出資者としての形をとる。ロイズには300あまりのシンジケートがあり、海上保険や火災保険、盗難保険などそれぞれ得意とする分野の保険を引き受けている。中には、ネッシーが捕獲された場合の懸賞金などを保証するなど風変わりな保険ばかりを引き受けるので有名なシンジケートもある。各シンジケートの保険引き受け能力は、出資するアンダーライターの人数と出資額によって決まる。
ロイズで保険をかけるにはブローカーを通じて行う。ブローカーはスリップと呼ばれる保険証書を持って、ロイズのルームにいる各シンジケートのアクティブアンダーライターたちを回って交渉し、危険を分散するために複数のシンジケートに分割して保険を引き受けさせる。保険を引き受けたシンジケートは、支払いが生じたときのために他のシンジケートに再保険をかける。被保険料収入はそれぞれのシンジケートに、保険料の引き受け割合に応じて分配される。アンダーライターは保険証書の下に署名するところから名づけられた。名前を書くことからネームと呼ばれることもある。
まれに脱退するシンジケートもあり、2020年8月にはSOMPOホールディングス傘下のSOMPOインターナショナルホールディングスが、「ロイズと建設的な協力関係を築く」として再保険会社を自らのグループ会社の中の1社に変更して脱退した。

## ロイズの鐘
ロイズの建物の一階には鐘（ルーティンベル）が置かれており、海難事故等の発生を報せる役割を果たした。
タイタニック号沈没の際も、この鐘は鳴らされた。

## ロイズが登場するフィクション作品
- パタリロ!（第55巻「ヒューバート氏の災難」の中に「ワイズ保険」として登場する）
- ゴルゴ13（「穀物戦争 蟷螂の斧」に登場する）
- 沈黙の艦隊（作中に「ライズ保険組合」として登場する）
- MASTERキートン（主人公がロイズの依頼を受ける保険調査員。作中でロイズの仕組みが解説されるほか、保険引受で財産を失って没落した貴族とその息子が登場するエピソードもある。）
- 勇午 ～thenegotiator～U.K.編（作中に勇午の仕事の関係で登場）
- TVスペシャル『ルパン三世 ハリマオの財宝を追え!!』（作中に「ロイド保険」として登場する）
- 天冥の標 （ロイズ非分極保険社団として登場）

## 関連団体
- ロイズ保険組合
- ロイズ生命保険
- ロイズ船級協会（日本法人はロイドレジスターアジア）
- ロイズ・ジャパン

## 受賞
- イグノーベル賞（1992年経済学賞がロイズ・オブ・ロンドンの投資家に授与されている）